# 恋の投縄

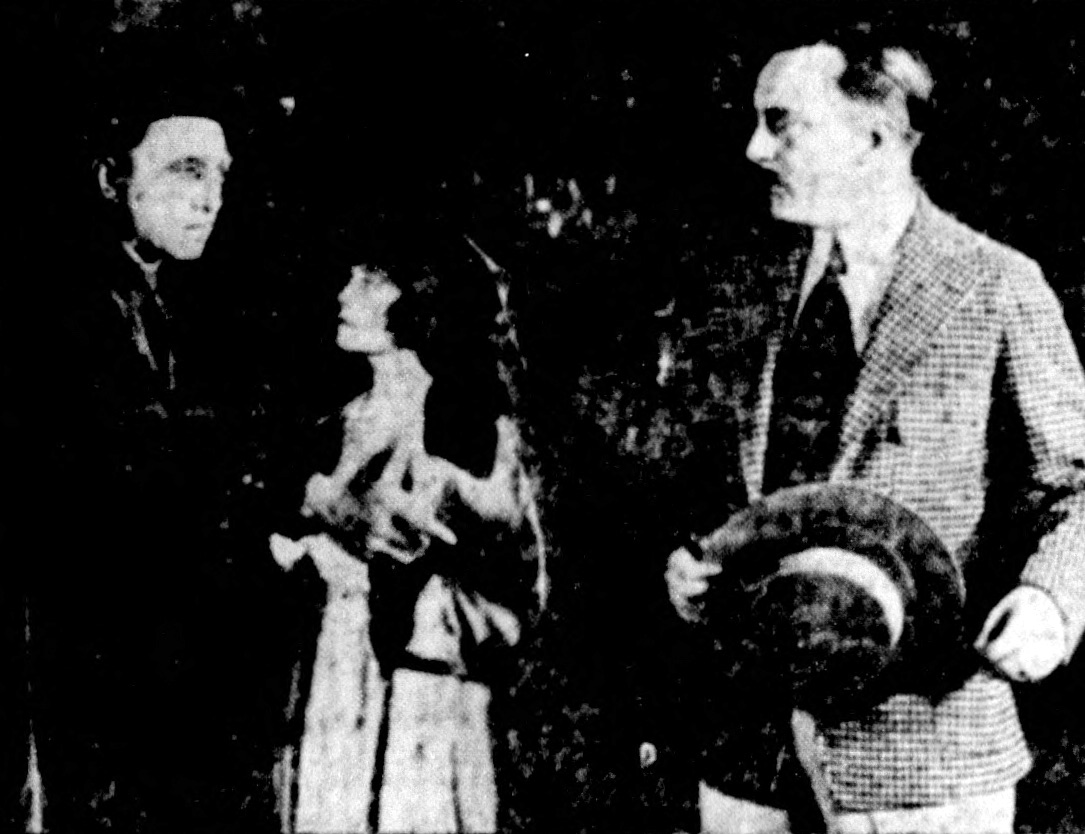
映画の一場面

『恋の投縄』（Roped）は、1919年に公開されたアメリカ合衆国の西部劇・コメディ映画である。監督はジョン・フォード、主演はハリー・ケリーである。この作品は失われた映画であると考えられている。『恋の投縄』は監督のジョン・フォードと俳優のハリー・ケリーが1917年から1921年の間にコンビを組んだ25本の映画の1つである。